# Sony Xperia Tablet S
Xperia Tablet S是一款由日本索尼公司旗下索尼移动通信设计的触摸屏安卓平台平板电脑。2012年在IFA上首次发布，同年9月7日最先在美国发售。这款平板电脑的设计直接继承自索尼Tablet S平板电脑，具有更薄更轻的外观，更快的处理器和更好的机载相机。 这是索尼推出的第一款Xperia品牌平板电脑。

## 硬件
这款Xperia平板电脑采用了类似于其前代的杂志书卷式样设计，但是倾斜的角度没有上一代那么明显。它包括一个全尺寸SD卡插槽、一个专有的索尼充电端口和一个3.5毫米耳机插孔。它还有一个红外线发射器，可以用作通用遥控器。
索尼宣称这款平板电脑在关上机身上所有端口封盖之后，可以“防水”。但2012年10月时发现制程错误、屏幕与外壳之间存在间隙，从而影响其防水，故停止销售。

## 软件
Xperia Tablet S上安装了基于Android 4.0.3 Ice Cream Sandwich的定制版本。其中添加了一些改动，包括添加多个用户帐户和控制平板电脑的红外线发射器功能。后期支持升级到基于Android 4.1.1 Jelly Bean的软件版本上。

## 变种
Xperia Tablet S提供16GB、32GB和64GB几种规格型号。在北美市场提供只支持Wifi的型号，但是在英国市场提供支持3G和4G信号的型号。

## 评价
这款产品在主流媒体中的评价表现好坏参半。Engadget作家约瑟夫·沃尔普表示，Xperia Tablet S“在日常表现中错失良藥机”。 然而，The Verge的David Pierce给这款平板电脑带来了7.6分（满分10分）的评分，并总结到它没有“明显的缺陷”。